# Verband für Orts- und Flurnamenforschung in Bayern
Der Verband für Orts- und Flurnamenkunde in Bayern ist ein gemeinnütziger eingetragener Verein mit Sitz in München.

## Vereinszweck
Der Verein hat es sich zur Aufgabe gesetzt, die Orts- und Flurnamen (hierzu zählen auch Gewässer-, Berg-, Haus- und Hofnamen) in Bayern, gegliedert nach Regierungsbezirken, Kreisen und Gemeinden, vollständig zu erfassen. Hierbei wird Wert darauf gelegt, auch alte, außer Gebrauch gekommene Benennungen zu registrieren. Ebenso wird versucht, die genaue mundartliche Aussprache zu erfassen und zu archivieren. Die Mitglieder des Vereins versuchen, die ursprüngliche Herkunft und Bedeutung der Namen auf etymologischem Wege zu ermitteln.
Vorhandene Flurnamensammlungen werden für Gemeinden, Schulen, Forscher und andere Interessierte bereitgestellt, die auf dieser Grundlage arbeiten. Gemeinden werden bei der Erhaltung von Flurnamen (auch im Rahmen der Straßenbenennung) unterstützt. Bei allen Verfahren der ländlichen Entwicklung in Bayern werden die Flurnamen begutachtet, ausgewählt und verbessert. Mitarbeiter der Direktionen für ländliche Entwicklung und Beteiligte an den Verfahren begleiten diese Arbeit durch die Ergänzung mit am Ort gebräuchlichen Namen.

## Vereinsorgane
Organe des Vereins sind die Mitgliederversammlung und der Vorstand.
Der Vorstand besteht aus dem Ersten Vorsitzenden, dem Zweiten Vorsitzenden, dem Schriftführer und dem Schatzmeister. Der Verein wird durch den ersten Vorsitzenden allein vertreten. Der Vorstand wird durch einen Beirat, der sich im Wesentlichen aus Hochschulprofessoren zusammensetzt, in seiner wissenschaftlichen Arbeit unterstützt.
Der Verein hat derzeit (1923) über 150 Mitglieder, meist natürliche Personen, hauptsächlich in Bayern ansässig. Einige Mitglieder des Vereins sind juristische Personen, darunter meist bayerische Städte und Gemeinden.

## Geschichte des Vereins
Der Verein wurde mit Datum vom 1. September 1920 als Verband für Flurnamensammlung in Bayern in München gegründet. Erster Vorsitzender wurde Professor von der Leyen. Ihm folgte 1924 Carl von Kraus und 1933 Joseph Schnetz.
Nachdem der Verein seine Tätigkeit nicht nur im Sammeln, sondern auch im wissenschaftlichen Auswerten und Deuten der Flurnamen sah, änderte er 1935 seine Namen in Verband für Flurnamenforschung in Bayern. Auf Joseph Schnetz folgte 1952 als Erster Vorsitzender Otto Basler, 1954 Karl Puchner und 1968 Josef Huber.
1977 änderte der Verein seinen Namen in Verband für Orts- und Flurnamenforschung in Bayern, wodurch klargestellt wurde, dass die Erforschung jeglicher Siedlungsnamen zum Aufgabengebiet des Vereins gehört. Neuer Vorsitzender wurde Wolf-Armin von Reitzenstein, der dieses Amt bis 2009 ausübte und es dann an Michael Henker abgab.

## Aktivitäten und Veröffentlichungen
Seit 1958 gibt der Verein im jährlichen Turnus die Blätter für oberdeutsche Namenforschung (BONF) heraus. Durch diese Zeitschrift, die neben der Veröffentlichung von Forschungsergebnissen auch eine laufende Bibliographie mit Neuerscheinungen zur Namenkunde in Bayern enthält, werden interessierte Laien und die Fachwelt über die Namenforschung in und über Bayern informiert.
Der Verband verwahrt die seit 1920 erfassten Flurnamensammlungen und hält sie für die Öffentlichkeit zugänglich. Die erfassten Flurnamen werden in der 1992 begonnenen Reihe Bayerisches Flurnamenbuch veröffentlicht. Bei allen Verfahren der ländlichen Entwicklung in Bayern werden die Flurnamen begutachtet, ausgewählt und verbessert. Mitarbeiter der Direktionen für ländliche Entwicklung und Beteiligte an den Verfahren begleiten diese Arbeit durch die Ergänzung mit am Ort gebräuchlichen Namen.
Die vom Verband seit 1938 herausgegebene Reihe Die Flurnamen Bayerns enthält Monographien über einzelne Landkreise, Gemeinden und Themen.
Für Mitglieder und interessierte Gäste führt der Verein jährliche Exkursionen durch, in denen jeweils eine kleinere bayerische Stadt besichtigt wird und die und in ihrem Umfeld überkommenen Namen behandelt und gedeutet werden.

## Bekannte  Mitglieder
- Otto Basler (1892–1975), Volkskundler, Bibliothekar, Professor
- Reinhard Bauer (* 1950), Kommunalpolitiker
- Friedhelm Debus, (1932–2023), Professor, Sprachwissenschaftler
- Richard Dertsch (1894–1981), Historiker, Archivar
- Karl Finsterwalder (1900–1995), Sprachwissenschaftler, Geograph
- Michael Henker (* 1948), Historiker, Museumsfachmann
- Friedrich Hilble (1881–1937), Archivar
- Günther Kapfhammer (1937–1993), Volkskundler, Professor
- Carl von Kraus (1868–1952), Mediävist, Professor
- Karl Puchner (1907–1981), Historiker, Archivar
- Wolf-Armin von Reitzenstein (* 1940), Philologe, Lehrbeauftragter der Ludwig-Maximilians-Universität München
- Anthony Rowley (* 1953), Sprachwissenschaftler, Professor
- Joseph Schnetz (1873–1952), Gymnasiallehrer, Namensforscher
- Ernst Schwarz (1895–1983), Mediävist, Professor
- Ludwig Steinberger (1879–1968), Historiker, Professor
- Remigius Vollmann (1861–1928), Heimatforscher
- Eduard Wallner (1872–1952), Oberlehrer, Namensforscher